# Nick Palatas
Nicholas Edward Palatas (Bethesda, 22 de janeiro de 1988) é um ator americano, que se destacou por seu trabalho como o personagem Norville "Salsicha" Rogers nos filmes Scooby-Doo! The Mystery Begins (2009) e Scooby-Doo! Curse of the Lake Monster (2010).
Palatas é descendente de eslovacos, ingleses e alemães.

## Filmografia
| Ano  | Filme                                 | Personagem      |
| ---- | ------------------------------------- | --------------- |
| 2007 | The Erogenous Zone                    | Flip Fowler     |
| 2007 | Love                                  | School Boy 1    |
| 2009 | Scooby-Doo! The Mystery Begins        | Salsicha Rogers |
| 2010 | Scooby-Doo! Curse of the Lake Monster | Salsicha Rogers |
| 2010 | True Jackson VP                       | Skeet           |